# Scottish FA Cup 1932/33
Der Scottish FA Cup wurde 1932/33 zum 55. Mal ausgespielt. Der wichtigste Fußball-Pokalwettbewerb im schottischen Vereinsfußball wurde vom Schottischen Fußballverband geleitet und ausgetragen. Er begann am 18. Januar 1933 und endete mit dem Finale am 15. April 1933 im Hampden Park von Glasgow. Als Titelverteidiger starteten die Glasgow Rangers in den Wettbewerb, die im Finale des Vorjahres gegen den FC Kilmarnock gewannen. Die Rangers schieden im Achtelfinale ausgerechnet gegen die  Killies aus, die sich für die Finalniederlage revanchierten. Im diesjährigen Endspiel um den Schottischen Pokal standen sich Celtic Glasgow und der FC Motherwell gegenüber. Für Celtic war es das insgesamt 20. Endspiel seit 1889 im schottischen Pokal. Der FC Motherwell erreichte zum zweiten Mal nach 1931 das Finale. Die Bhoys gewannen das Endspiel mit 1:0 durch ein Tor von Jimmy McGrory und damit zum 14. den Pokalsieg. Well verlor auch das zweite Endspiel gegen Celtic nach 1931. Die schottische Meisterschaft gewannen die  Rangers vor Motherwell, Celtic wurde Tabellenvierter. 

## 1. Runde
Ausgetragen wurden die Begegnungen zwischen dem 18. und 23. Januar 1933. Die Wiederholungsspiele fanden zwischen dem 25. und 28. Januar 1933 statt.
|                       | Ergebnis |                      |
| --------------------- | -------- | -------------------- |
| Edinburgh City        | 1:3      | Ayr United           |
| FC Aberdeen           | 1:0      | Penicuik Athletic    |
| Airdrieonians FC      | 2:1      | Alloa Athletic       |
| Albion Rovers         | 2:0      | FC Inverness Thistle |
| FC Armadale           | 0:2      | Dundee United        |
| FC Clyde              | 3:2      | FC Fraserburgh       |
| FC Cowdenbeath        | 1:1      | FC Dundee            |
| FC Dumbarton          | 3:1      | FC Beith             |
| Dunfermline Athletic  | 1:7      | Celtic Glasgow       |
| FC East Stirlingshire | 0:2      | FC Montrose          |
| Hamilton Academical   | 0:2      | FC Motherwell        |
| Heart of Midlothian   | 3:0      | FC Solway Star       |
| Hibernian Edinburgh   | 2:2      | Forfar Athletic      |
| FC Kilmarnock         | 3:1      | Lochgelly United     |
| FC King’s Park        | 0:0      | FC St. Mirren        |
| Leith Athletic        | 5:1      | Brechin City         |
| Queen of the South    | 0:1      | Third Lanark         |
| FC Queen’s Park       | 4:0      | Falkirk Amateurs     |
| Raith Rovers          | 1:2      | FC Falkirk           |
| FC St. Bernard’s      | 2:2      | Partick Thistle      |
| FC St. Johnstone      | 2:2      | FC East Fife         |
| FC Stenhousemuir      | 1:0      | Greenock Morton      |
| FC Stranraer          | 1:1      | FC Bo’ness           |
| Glasgow Rangers       | 3:1      | FC Arbroath          |

### Wiederholungsspiele
|                 | Ergebnis  |                     |
| --------------- | --------- | ------------------- |
| FC St. Mirren   | 5:1       | FC King’s Park      |
| FC Dundee       | 3:0       | FC Cowdenbeath      |
| FC East Fife    | 1:2 n. V. | FC St. Johnstone    |
| Partick Thistle | 3:0       | FC St. Bernard’s    |
| Forfar Athletic | 3:7       | Hibernian Edinburgh |
| FC Bo’ness      | 3:0       | FC Stranraer        |

## 2. Runde
Ausgetragen wurden die Begegnungen am 4. Februar 1933. Die Wiederholungsspiele fanden zwischen dem 7. und 13. Februar 1933 statt.
|                     | Ergebnis |                     |
| ------------------- | -------- | ------------------- |
| FC Aberdeen         | 1:1      | Hibernian Edinburgh |
| Ayr United          | 1:1      | Partick Thistle     |
| Celtic Glasgow      | 2:0      | FC Falkirk          |
| FC Dumbarton        | 1:2      | Albion Rovers       |
| FC Dundee           | 4:0      | FC Bo’ness          |
| Dundee United       | 3:4      | FC St. Johnstone    |
| Heart of Midlothian | 6:1      | Airdrieonians FC    |
| Leith Athletic      | 1:1      | FC Clyde            |
| FC Motherwell       | 7:1      | FC Montrose         |
| Glasgow Rangers     | 1:1      | FC Queen’s Park     |
| FC St. Mirren       | 0:1      | FC Kilmarnock       |
| FC Stenhousemuir    | 2:0      | Third Lanark        |

### Wiederholungsspiele
|                     | Ergebnis  |                 |
| ------------------- | --------- | --------------- |
| FC Clyde            | 5:0       | Leith Athletic  |
| Partick Thistle     | 2:0       | Ayr United      |
| Hibernian Edinburgh | 1:0       | FC Aberdeen     |
| FC Queen’s Park     | 1:1 n. V. | Glasgow Rangers |

### 2. Wiederholungsspiel
|                 | Ergebnis |                 |
| --------------- | -------- | --------------- |
| FC Queen’s Park | 1:3      | Glasgow Rangers |

## Achtelfinale
Ausgetragen wurden die Begegnungen am 18. Februar 1933.
|                     | Ergebnis |                  |
| ------------------- | -------- | ---------------- |
| Celtic Glasgow      | 2:1      | Partick Thistle  |
| Heart of Midlothian | 2:0      | FC St. Johnstone |
| FC Kilmarnock       | 1:0      | Glasgow Rangers  |
| FC Motherwell       | 5:0      | FC Dundee        |
| Albion Rovers       | bye      |                  |
| FC Clyde            | bye      |                  |
| Hibernian Edinburgh | bye      |                  |
| FC Stenhousemuir    | bye      |                  |

## Viertelfinale
Ausgetragen wurden die Begegnungen am 4. März 1933. Die Wiederholungsspiele fanden am 8. März 1933 statt.
|                     | Ergebnis |                     |
| ------------------- | -------- | ------------------- |
| Albion Rovers       | 1:1      | Celtic Glasgow      |
| FC Clyde            | 3:2      | FC Stenhousemuir    |
| Hibernian Edinburgh | 0:0      | Heart of Midlothian |
| FC Kilmarnock       | 3:3      | FC Motherwell       |

### Wiederholungsspiele
|                     | Ergebnis |                     |
| ------------------- | -------- | ------------------- |
| Celtic Glasgow      | 3:1      | Albion Rovers       |
| Heart of Midlothian | 2:0      | Hibernian Edinburgh |
| FC Motherwell       | 8:3      | FC Kilmarnock       |

## Halbfinale
Ausgetragen wurden die Begegnungen am 18. März 1933. Das Wiederholungsspiel fand am 22. März 1933 statt.
|                | Ergebnis |                     |
| -------------- | -------- | ------------------- |
| Celtic Glasgow | *0:0 *   | Heart of Midlothian |
| FC Motherwell  | *2:0 **  | FC Clyde            |

### Wiederholungsspiel
|                | Ergebnis |                     |
| -------------- | -------- | ------------------- |
| Celtic Glasgow | *2:1 *   | Heart of Midlothian |

## Finale
| Celtic Glasgow                           | Celtic Glasgow | FC Motherwell | FC Motherwell |
| ---------------------------------------- | --- | --- | ------------- |
| Celtic Glasgow                           | \| Finale \| \| 15. April 1933 in Glasgow (Hampden Park) \| \| Ergebnis: 1:0 \| \| Zuschauer: 102.339 \| \| Schiedsrichter: Tom Dougray \| \| Spielbericht \|                               | \| Finale \| \| 15. April 1933 in Glasgow (Hampden Park) \| \| Ergebnis: 1:0 \| \| Zuschauer: 102.339 \| \| Schiedsrichter: Tom Dougray \| \| Spielbericht \|                             | FC Motherwell |
| Celtic Glasgow                           | Joe Kennaway – Bobby Hogg, Peter McGonagle, Peter Wilson, Jimmy McStay, Chic Geatons, Bertie Thomson, Alec Thomson, Jimmy McGrory, Charlie Napier, Hugh O’Donnell Cheftrainer: Willie Maley | Allan McClory – Jimmy Crapnell, Ben Ellis, Hugh Wales, John Blair, Thomas McKenzie, John Murdoch, John McMenemy, Willie MacFadyen, George Stevenson, Bob Ferrier Cheftrainer: John Hunter | FC Motherwell |
| Celtic Glasgow                           | 1:0 Jimmy McGrory | | FC Motherwell |
| Finale                                   | | |               |
| 15. April 1933 in Glasgow (Hampden Park) | | |               |
| Ergebnis: 1:0                            | | |               |
| Zuschauer: 102.339                       | | |               |
| Schiedsrichter: Tom Dougray              | | |               |
| Spielbericht                             | | |               |